# Procès Hitler-Ludendorff

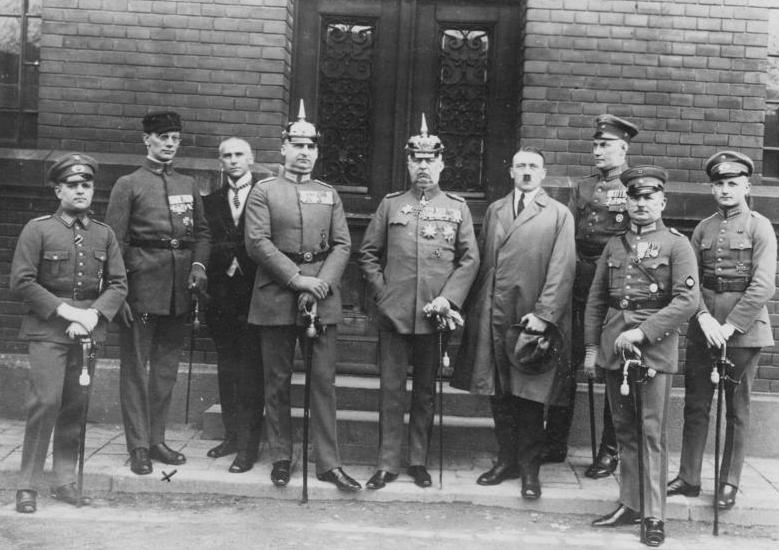
Les accusés, de gauche à droite : Heinz Pernet, Friedrich Weber, Wilhelm Frick, Hermann Kriebel, Erich Ludendorff, Adolf Hitler, Wilhelm Brückner, Ernst Röhm, Robert Wagner, 1er avril 1924.

Le procès Hitler-Ludendorff (en allemand : Hitler-Prozess ou Hitler-Ludendorff-Prozess) est un procès pour haute trahison qui s'est tenu du 26 février au 1er avril 1924 à Munich en Allemagne contre Adolf Hitler et d'autres accusés après l'échec du putsch de la Brasserie.
L'ensemble du procès se caractérise par une bienveillance de la présidence du tribunal et du procureur envers les accusés, au point qu'Adolf Hitler y a l'occasion de tenir des discours de propagande, et de se mettre en scène en tant que « Führer » qui ne veut que le bien de l'Allemagne.
Il se conclut par l'acquittement d'Erich Ludendorff et par des condamnations très légères d'Hitler et ses militants, au regard des faits reprochés.

## Arrestation d'Hitler
Après le putsch manqué du 9 septembre, Hitler s'enfuit en novembre 1923. Il est accueilli à Uffing am Staffelsee par Helene Hanfstaengl, dont le mari Ernst Hanfstaengl est aussi impliqué dans le putsch. Le médecin Walter Schultze, qui a participé au putsch avec Hitler et l'a aidé dans sa fuite, lui rend visite avec un assistant pour le soigner d'une luxation survenue lors des événements à Munich.
Le 11 novembre à 16 h 20, le commandant de police de Weilheim in Oberbayern, l'oberleutnant Rudolf Belleville, reçoit par téléphone l'ordre d'arrêter Hitler à la Villa des Hanfstaengl. À Uffing, accompagné de dix policiers et du gendarme d'Uffing Schmidl, il fouille d'abord la villa de la mère de Hanfstaengl, Katharina, pendant une heure et demie. Ce n'est qu'après une conversation téléphonique directe avec Helene Hanfstaengl qu'il se dirige vers sa villa. Hitler se laisse arrêter sans résistance par Belleville. Le groupe retourne à Weilheim avec Hitler, et à 10 h 45 le lendemain, accompagné de 39 gardes, il est conduit à la prison de Landsberg.

## Procès

### Préparatifs
Hitler occupe la cellule no 7, dans laquelle Anton Graf von Arco auf Valley a déjà été détenu. Il y est interrogé le lendemain par le substitut du procureur, Hans Ehard, et n'accepte de parler qu'après que le greffier a quitté la salle. Hitler nie avoir commis une haute trahison, arguant que le « crime » de la révolution de novembre reste impuni, et précise que Gustav von Kahr, Otto von Lossow et Hans von Seisser ont préparé le renversement avec lui pendant des mois. Les notes prises par Ehard serviront de base à l'acte d'accusation.
Le tribunal du Reich à Leipzig aurait dû se charger du procès pour haute trahison. Cependant, la procédure a lieu devant le tribunal populaire bavarois au Tribunal régional de Munich I. Le choix du tribunal bavarois se fit après des négociations et des compromis entre l'État de Bavière et le pouvoir central à Berlin ; l'État bavarois y avait tout intérêt, car un procès au pénal se déroulant à Munich permettait de mieux contrôler la procédure menée contre des hauts fonctionnaires bavarois impliqués dans le putsch. Quatre procès en tout sont intentés : 1) contre Hitler et les autres meneurs du coup d'État, 2) contre la « Stoßtrupp », la garde rapprochée d'Hitler 3) contre Karl Beggel et Hans Knauth pour des vols de billets de banque aux imprimeries et 4) contre les responsables de l'attaque du monastère de la place Sainte-Anne.

### Déroulement

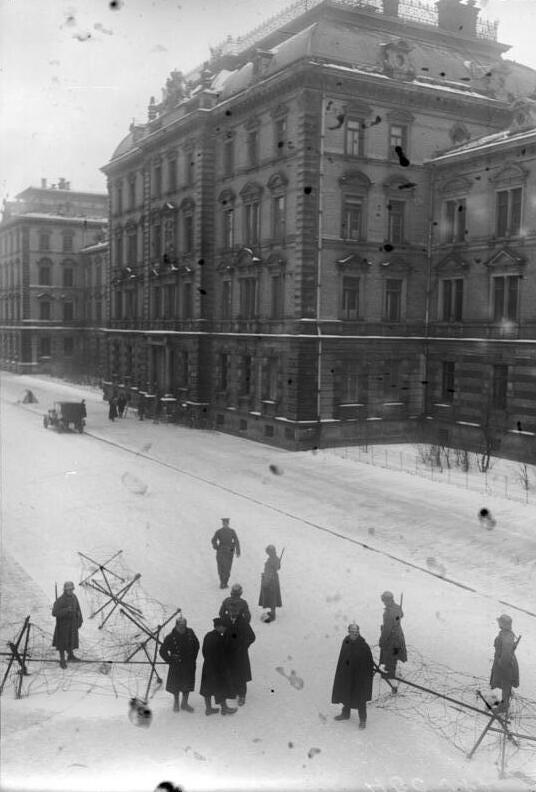
L'école de guerre où se déroule le procès (photographie de février 1924).

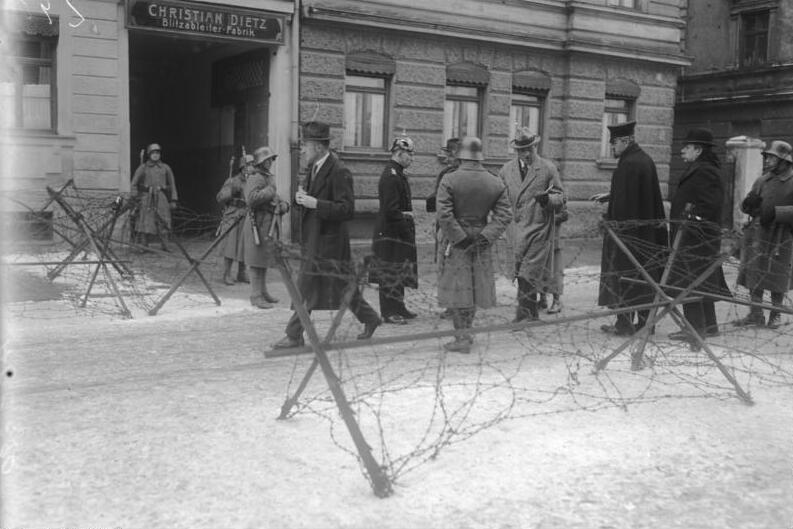
Contrôle des laisser-passer aux abords de l'école de guerre (février 1924).

Le procès pour haute trahison commence le matin du 26 février 1924 dans la grande salle de lecture de l'École d'infanterie de la Reichswehr (de), avec 368 témoins, des correspondants du monde entier et des centaines de spectateurs qui ont réservé leurs places. Deux bataillons de la police d'État bouclent les rues Marsstrasse et Blutenburgstrasse avec des barbelés et des chevaux de frise.
Les dix accusés sont Adolf Hitler, Erich Ludendorff, Heinz Pernet (en), Friedrich Weber, Hermann Kriebel, Ernst Röhm, Ernst Pöhner, Wilhelm Frick, Wilhelm Brückner et Robert Wagner. Rudolf Hess, rentré dans la clandestinité, se rendra par la suite ; Hermann Göring s'est enfui à l'étranger.
Ludwig Stenglein, procureur, est assisté du procureur adjoint Hans Ehard et du deuxième procureur Martin Dresse (de). Le président du tribunal est Georg Neithardt, aux convictions nationalistes de droite manifestes, assisté du juge August Leyendecker et des juges non professionnels Philipp Herrmann, Christian Zimmermann et Leonhard Beck. L'avocat de la défense d'Hitler est l'avocat Lorenz Roder (de). L'acte d'accusation décrit Hitler comme « l'âme de toute l'entreprise ». Le président Neithardt a arbitrairement remplacé un enregistrement incriminant de l'interrogatoire de Ludendorff par un autre où il dit n'avoir rien su des préparatifs du putsch, ce qui a permis à Ludendorff de ne pas être écroué.
Durant l'ensemble des débats, l'attitude du président du tribunal Neithardt se caractérise par une particulière bienveillance envers les accusés : à plusieurs reprises, il formule des questions aux accusés de telle façon que leur réponse constitue un élément à décharge, et en ce qui concerne Hitler, le juge le laisse dérouler ses discours de propagande au sein du tribunal et tolère que le public lui manifeste bruyamment son soutien. Il ne réagit pas non plus quand Hitler qualifie le gouvernement du Reich à Berlin de « criminels de novembre ».
Neithardt n'assermente que les témoins de la défense, pas les témoins de l'accusation. Les accusés plaident non coupables. Bien que l'accusation soit formulée « contre Ludendorff et al. », Hitler, qui apparaît avec sa croix de fer de première classe sur le revers de sa veste, revendique l'entière responsabilité du coup d'État et, sous les applaudissements tonitruants des spectateurs, déclare qu'il n'y a pas eu de condamnation pour haute trahison contre les « traîtres nationaux de 1918 ». Il accuse Kahr, Lossow et Seisser d'avoir trahi, arguant qu'ils auraient planifié le putsch avec lui pendant des semaines et qu'ils seraient retournés contre lui et le peuple allemand.
Les témoins Kahr, dictateur empêché, et Lossow, commandant de l'armée civile bavaroise tous deux démis de leurs fonctions depuis, ainsi que Seisser sont violemment attaqués par Hitler, autorisé par le président à les interroger à plusieurs reprises à la manière d'un procureur et à discréditer leurs déclarations, de sorte que le procureur se doit de les protéger. Seisser accuse Hitler d'être le seul responsable de l'entreprise. Ernst Pöhner qualifie les institutions et les lois de la République de Weimar de non contraignantes pour lui. Seul le procureur de la République adjoint, Hans Ehard, semble travailler sérieusement à une condamnation, mais ses objections et demandes sont rejetées à plusieurs reprises.
Les témoignages et les discussions durent 25 jours, mais le public et la presse en sont largement exclus « pour des raisons de sécurité ». Le 27 mars 1924, les accusés sont autorisés à faire des déclarations finales. Hitler déclare que, malgré ses origines modestes, il se sentait appelé à gouverner un peuple. Il accuse Ebert et Scheidemann de trahison et de haute trahison et proclame sa croyance en une future fraternisation avec ceux « qui nous ont tiré dessus ». Enfin, récemment, il dénie au tribunal le droit de prononcer un verdict de culpabilité.
Le procureur Stenglein énonce un réquisitoire qui contient de nombreux éloges adressés à Hitler.

### Juges non professionnels

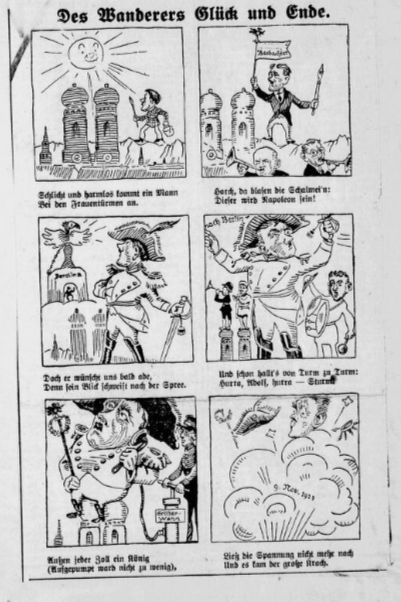
Caricature du putsch raté et de la supposée fin malheureuse de la carrière politique d'Hitler après le procès.

Les trois juges non professionnels du Tribunal populaire qui ont participé au procès d'Hitler sont Leonhard Beck, Philipp Hermann et Christian Zimmermann. Selon les recherches d'Andreas Stenglein, les trois hommes ont joué le « rôle le plus étrange » lors du procès, disant au  président du tribunal dès le début du procès qu'ils n'accepteraient de condamner Hitler que si la peine était suspendue. Le tribunal n'étant autorisé à statuer qu'à la majorité de quatre voix, le président était prêt à faire des compromis afin de ne pas faire échouer la procédure qui aurait alors été transférée au tribunal du Reich (qui aurait dû être chargé du procès), ce que le gouvernement bavarois de l'époque voulait éviter à tout prix. En conséquence, comme le souhaitent les juges non professionnels, Hitler ne se voit infliger que la peine minimale de cinq ans avec sursis et non les huit ans requis par le procureur. De cette manière, les trois juges non professionnels « comme personne d'autre », selon A. Stenglein, ont permis à Hitler de devenir le « personnage clé » qui parviendra au pouvoir neuf ans plus tard. Lothar Gruchmann juge de la même manière : « L'attitude des juges non professionnels a été déterminante dans la décision du tribunal d'accorder des périodes de sursis ainsi que dans la teneur du jugement. Les juges non professionnels Philipp Hermann et Leonhard Beck l'ont confirmé dans une lettre datée du 6 juillet 1924 au parquet de Munich I : « Les juges non professionnels n'ont pu accepter la décision extraordinairement difficile d'accepter le verdict de culpabilité qu'à la condition générale qu'une période de sursis soit généralement déclarée et qu'Hitler [...] ait une perspective de libération précise ». Ces trois juges n'ont jamais été membres du NSDAP et n'ont pas été poursuivis après 1945.

### Verdict

#### Principaux auteurs

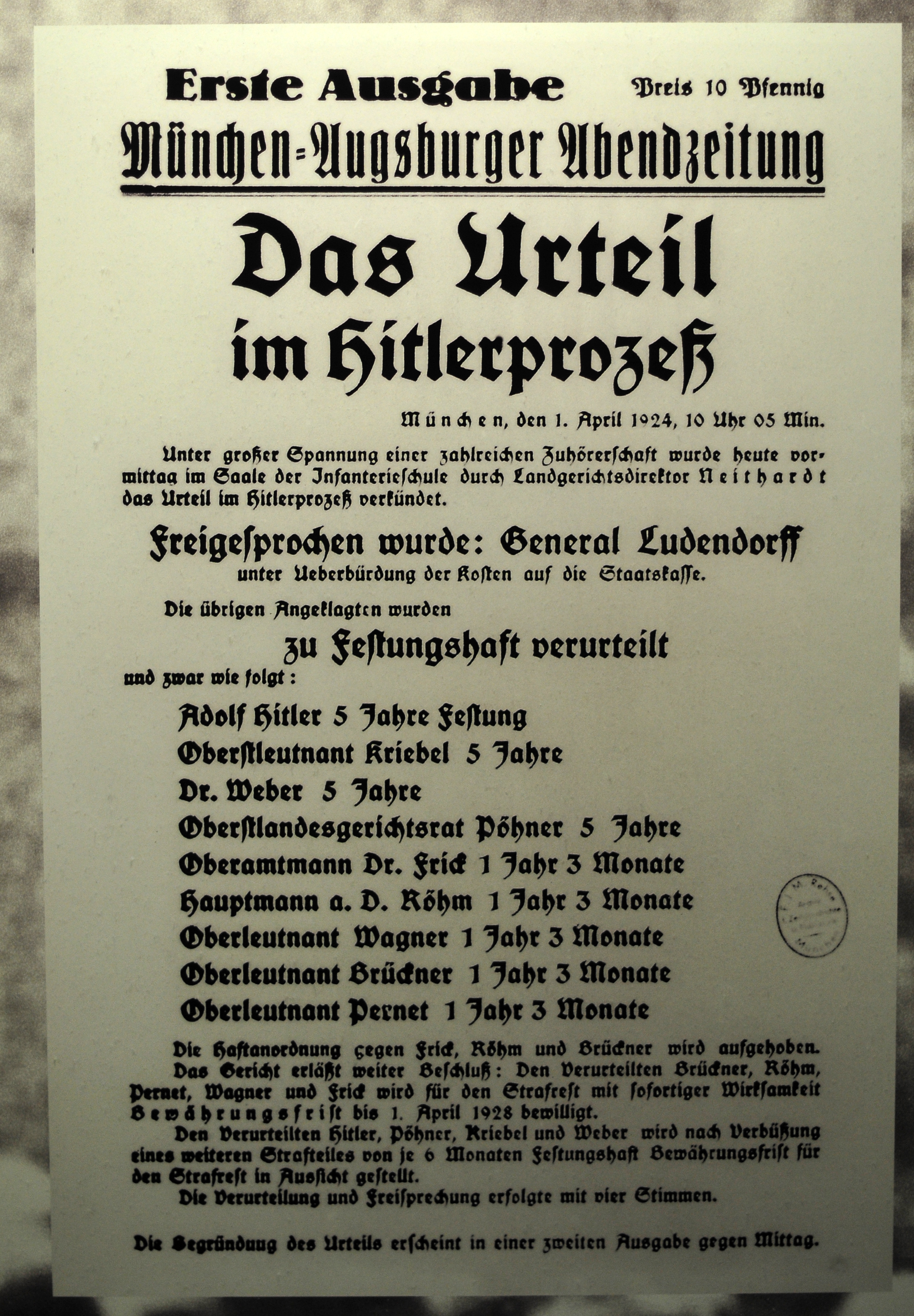
Titre sur le verdict du quotidien München-Augsburger Abendzeitung.

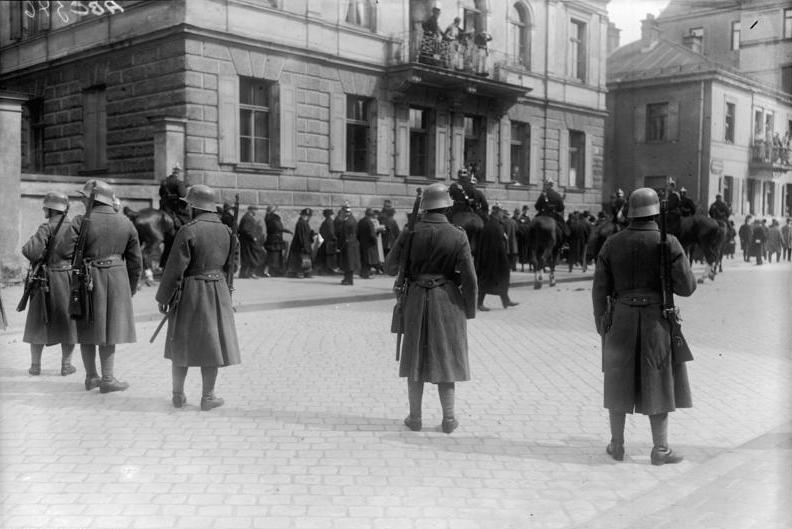
Périmètre bouclé lors du verdict.

Le verdict est prévu pour le 1er avril 1924. A dix heures, l'accusé arrive à l'école d'infanterie et affronte d'abord les photographes. Les officiers sont en uniforme, Ludendorff et Kriebel portent même leurs casques à pointes.
Dans la salle bondée, Neithardt lit le verdict, adopté par un vote de quatre contre un. La justification fait référence à « l'esprit purement patriotique et à la volonté la plus noble » de l'accusé. La mort des quatre policiers bavarois lors du coup d'État n'est pas mentionnée. À l'exception de Ludendorff, tous les accusés sont reconnus coupables, mais Brückner, Röhm, Pernet, Wagner et Frick uniquement comme complices de haute trahison. Ludendorff proteste contre son acquittement qui serait un affront à son uniforme et « vis-à-vis de ses camarades ».
La détention provisoire est déduite de la peine, de sorte que Frick, Röhm, Wagner et Brückner sont libérés avec sursis. Hitler, Weber, Kriebel et Pöhner sont condamnés à un minimum de cinq ans de prison et à une amende de 200 marks-or. Après six mois, la peine peut être convertie en période probatoire pour bonne conduite. L'extradition obligatoire d'Hitler conformément à l'article 9, paragraphe 2, de la loi sur la protection de la République n'est pas été mise en œuvre, aux motifs qu'Hitler se considère comme un Allemand, qu'il a servi dans l' armée allemande pendant quatre ans et demi et s'est distingué par sa bravoure.
Des « Bravo, bravo! » et des « Heil! Heil! » retentissent dans la salle à l'annonce du verdict. Les prisonniers reçoivent des bouquets de fleurs. Lorsqu'ils se présentent à la fenêtre de la salle des gardes, où ils séjournaient avant d'être transportés à Landsberg, ils sont acclamés par la foule dans la Blutenburgstrasse.

#### Procédures en aval

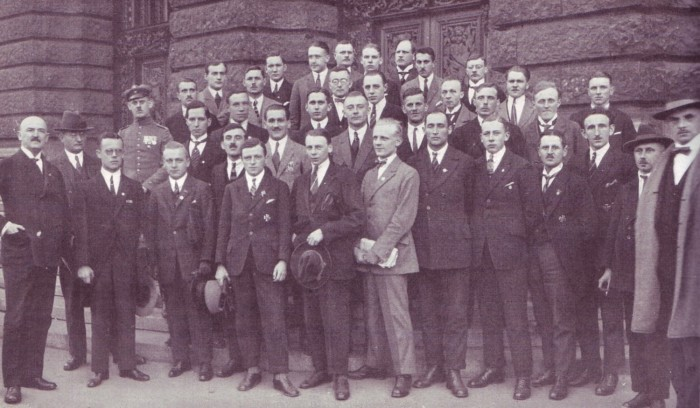
Les accusés du « Petit procès Hitler » : Karl Fiehler, Erhard Heiden, Walter Hewel, Hans Kallenbach, Hansjörg Maurer, Emil Maurice et Alois Rosenwink sur la photo, entre autres.

À la suite du procès d'Hitler, Ludendorff et d'autres meneurs du putsch de novembre 1923 sont l'objet de diverses autres procédures pénales menées en avril et mai 1924 devant le tribunal populaire de Munich en lien avec la tentative de coup d'État :
Dans la première quinzaine d'avril, un procès pour « aide à la haute trahison » contre Karl Osswald, Gerhard von Prosch et Edmund Heines s'ensuit et se conclut le 16 avril 1924 par le verdict de culpabilité des trois accusés, chacun d'eux étant condamné à une peine minimale de quinze mois d'emprisonnement. Chef adjoint du groupe paramilitaire Bund Reichskriegsflagge (en), Osswald est impliqué dans l'occupation du commandement du district militaire de Munich. Policier, Prosch a tenté de mettre d'autres policiers du côté des putschistes. Chef d'une centaine de SA, Heines a occupé l'école d'infanterie de Munich, puis le matin du 9 novembre a occupé le pont sur l'Isar pour boucler le centre-ville.
Après les poursuites contre Osswald, Heines et Prosch, des poursuites à grande échelle sont menées contre 40 membres de la Stosstrupp Adolf Hitler (« Procédures contre Josef Berchtold et 39 camarades »). Parmi les accusés, 38 sont accusés d'avoir participé à la tentative de coup d'État des 8 et 9 novembre, et reconnus coupables d'aide à la haute trahison, et condamnés le 23 avril 1924 à des peines de prison mineures d'une moyenne de quinze mois avec possibilité de sursis après avoir purgé quelques mois de prison. Deux autres accusés sont acquittés.
Sur les trente-huit condamnés de la Stosstrupp, seize y échappent en s'enfuyant. Les vingt-deux autres, avec en plus Rudolf Hess qui s'est entre-temps constitué prisonnier, sont envoyés à la prison de Landsberg où ils forment une communauté de prisonniers avec Hitler, Kriebel et Weber, déjà incarcérés. Peu de temps après la libération d'Hitler en décembre 1924, ses co-putschistes sont libérés dans le courant de l'année 1925. Beaucoup d'entre eux rejoignent le NSDAP, dont l'interdiction a été levée.

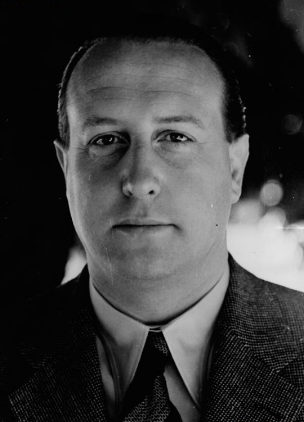
Walter Hevel (1940)
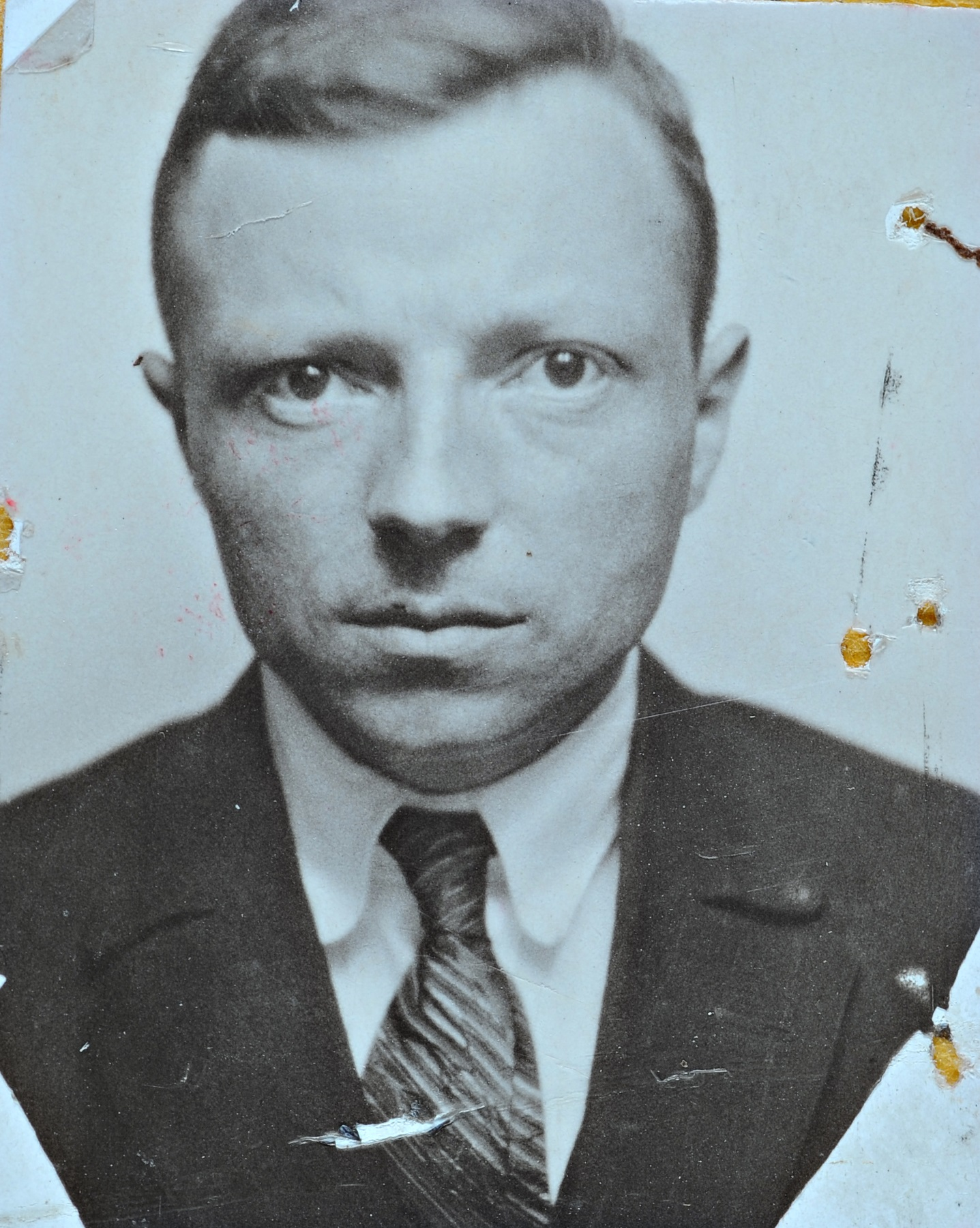
Hans Kallenbach (de)
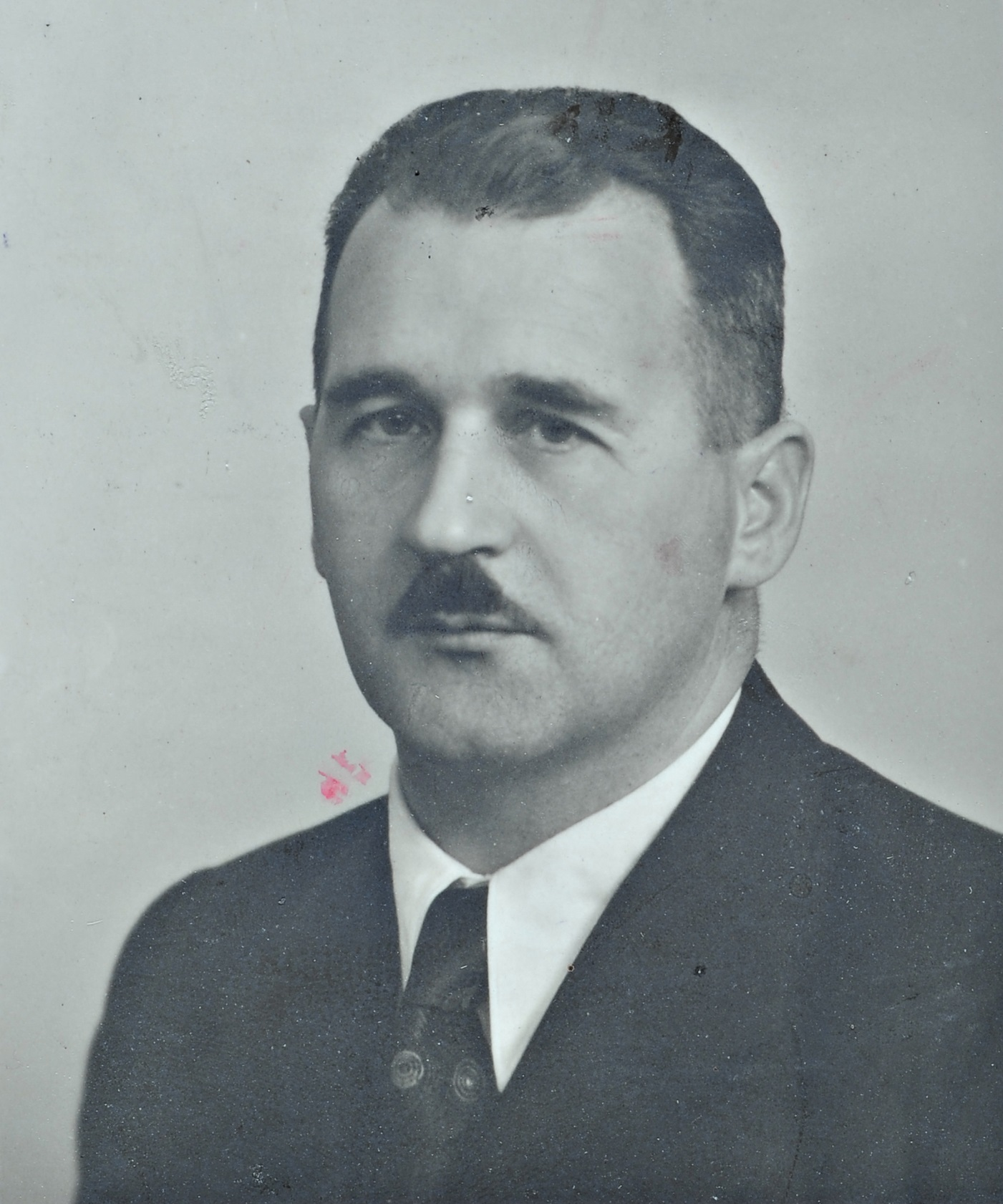
Alois Rosenwink
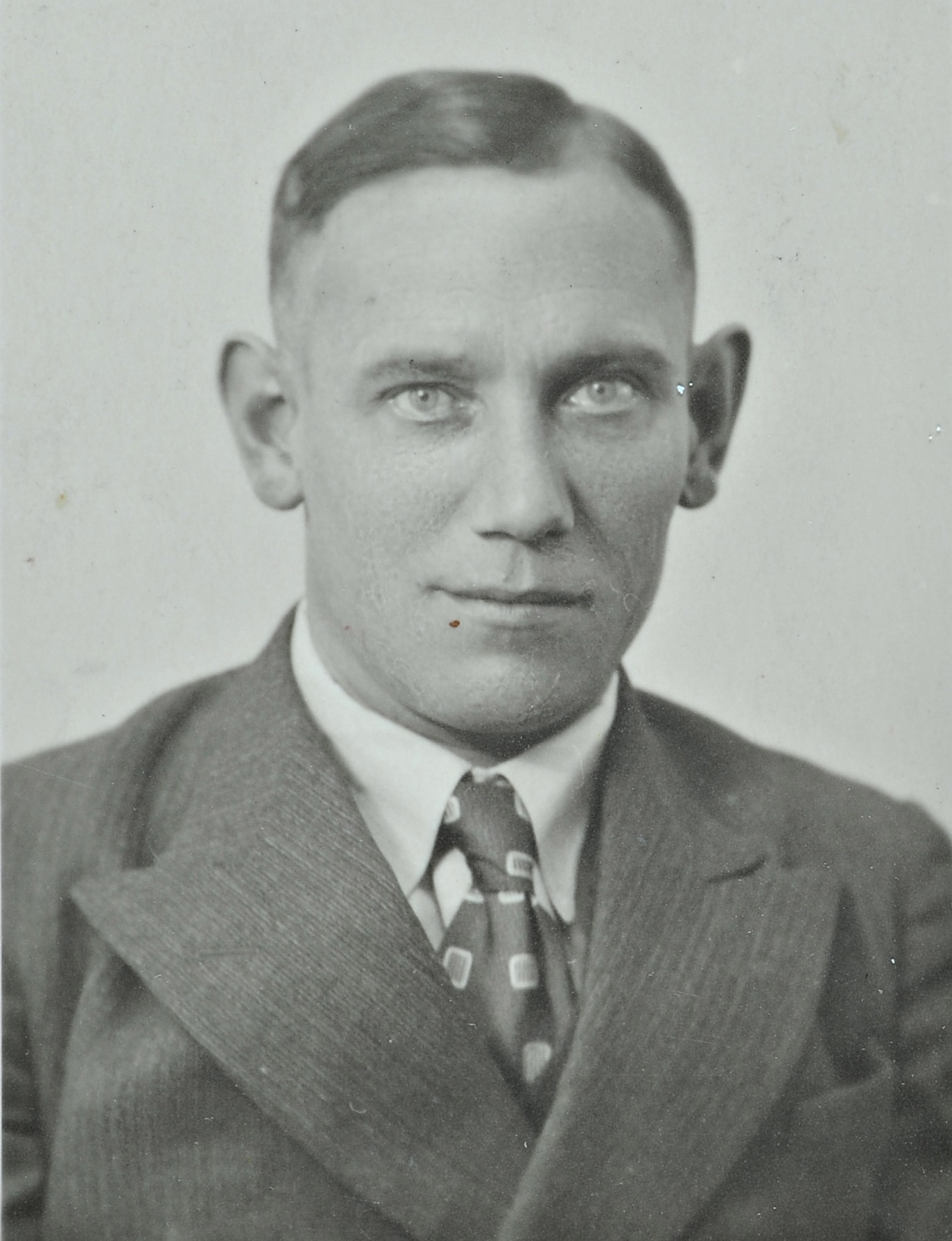
Ludwig Schmied
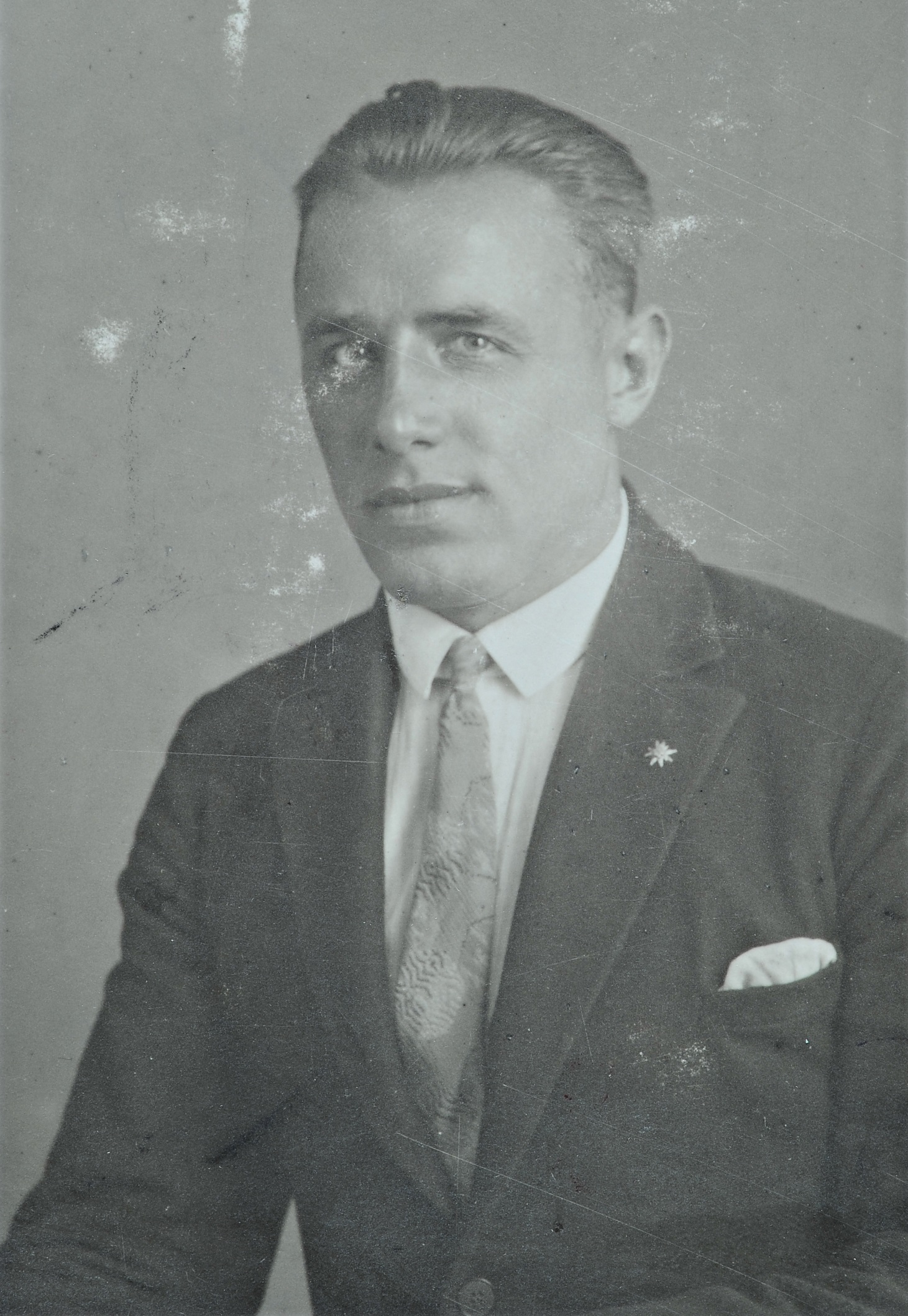
Edmund Schneider (de)

## Commission d'enquête
A l'initiative de Wilhelm Hoegner (SPD) et à la demande du groupe parlementaire SPD du 3 juin 1924, le parlement du Land de Bavière mandate en juillet 1924 une commission pour « enquêter sur les événements du 1er mai 1923 à Munich et les efforts dirigés contre le Reich et l'État en Bavière du 26 septembre au 9 novembre 1923 ». Ce n'est que le 5 octobre 1927, soit plus de trois ans plus tard, que la commission entame ses délibérations.
La commission est composée de Georg Stang (BVP, président), Joseph Graf von Pestalozza (BVP), Wilhelm Hoegner (SPD), Fritz Schäffer (BVP), Johann Michael Hilpert (DNVP), Anton Staedele (Association bavaroise des agriculteurs et des petites entreprises) et Theodor Doerfler (Völkischer Block).
Cependant, le sujet principal abordé n'est pas le putsch d'Hitler ou le procès d'Hitler, mais la question de savoir si le ministre de la Justice Franz Gürtner avait empêché une enquête pénale sur les événements du 1er mai 1923, alors qu'Hitler voulait probablement organiser un coup d'État plus tôt, et avait ainsi violé la constitution.
Le 27 avril 1928, la commission présente un rapport peu détaillé et au conclusions réservées. L'opinion dissidente du SPD, présentée par Hoegner, accuse la justice bavaroise d'échec vis-à-vis du NSDAP, et affirme que le commissaire général von Kahr était depuis longtemps au courant des plans d'Hitler et de Ludendorff sans qu'il n'intervienne.
Des extraits des travaux de la commission d'enquête (copies des dossiers judiciaires réalisés par Wilhelm Hoegner) ont été publiés par la commission du SPD sous le titre Hitler et Kahr. Les Napoléons bavarois de 1923. Comme les dossiers du procès ont été détruits après 1933, cet ouvrage est une source essentielle de documentation.

## Critiques et analyses
La presse allemande de gauche et libérale jugent sévèrement le déroulement du procès et les verdicts prononcés. Le Frankfurter Zeitung, qui a assuré la couverture du procès, le qualifie de « farce » et de « moquerie à l'égard du peuple allemand ».
Divers juristes de renom de l'époque émettent de sévères critiques sur le procès :
- bienveillance envers les hauts fonctionnaires impliqués ;
- peines prononcées insuffisantes au regard de la protection nécessaire de l'ordre public ;
- annulation de l'extradition d'Hitler (pourtant obligatoire)
- des allègements de peine et des sursis injustifiés qui constituent un deux poids deux mesures si l'on considère les peines infligées à des communistes dans des procès antérieurs ;
- l'acquittement de Ludendorff.

Après la Seconde Guerre mondiale, le procès est parfois présenté comme une réponse appropriée à une action qui n'était en réalité pas sérieuse. Le journaliste Walter von Cube (de) écrit en 1963 : « Le procès Hitler, l'emprisonnement à la forteresse de Landsberg, l'éclatement du NSDAP : pour la Bavière, l'affaire était close. Les desperados audacieux qui voulaient faire de la politique en paréos et casquettes à visière, avec des pistolets Mauser et des mitraillettes, semblaient définitivement vaincus »
En 1975, l'écrivain Bernt Engelmann critique notamment l'exclusion régulière du public quand sont évoquées les relations des SA avec la Reichswehr et les relations d'Hitler avec von Kahr, soulignant que les procès-verbaux étaient toujours tenus secrets.
L'historien du droit Otto Gritschneder (de) a travaillé sur la publication en quatre volumes de l'ensemble du déroulement du procès en 2000 et, après l'expiration de la période de confidentialité, a eu accès aux dossiers du personnel et du tribunal du président du tribunal ainsi qu'à d'autres documents personnels jusque-là inconnus. Il consacre son ouvrage de 2001 Der Hitler-Prozeß und sein Richter Georg Neithardt: Eine Rechtsbeugung von 1924 mit Folgen. (Le procès d'Hitler et son juge Georg Neithardt : une perversion de la justice de 1924 qui a eu des conséquences) au président du tribunal Neithardt qui, par son comportement, a ouvert à Hitler la voie vers le pouvoir.

## Adaptations cinématographiques
En 1971, la ZDF diffuse une pièce télévisée intitulée Le procès Hitler-Ludendorff, réalisée par Paul Verhoeven. Dans ce document, Hitler est le seul qui n'est pas représenté par un acteur. Seules certaines de ses déclarations lors du procès sont présentées par une sorte de modérateur, qui interrompt également de temps en temps l'action pour donner des explications sur le contexte.
À l'occasion du 27e anniversaire du verdict, BR-alpha, la chaîne éducative de la radiodiffusion bavaroise, diffuse en mars 2009 une adaptation cinématographique du procès intitulée Hitler vor Gericht (Hitler devant le tribunal). Pour la première fois à la télévision germanophone, une sélection des 24 jours du procès est présentée en utilisant les textes originaux joués par des acteurs. Johannes Zirner joue Hitler, et Dieter Fischer est l'avocat de la défense Lorenz Roder. Le scénario est de Bernd Fischerauer et Klaus Gietinger .
Une séquence du film Hitler : La Naissance du mal est consacrée au procès.